# 구지축구장
구지축구장(求智蹴球場, Guji Football Field)은 대한민국 대구광역시 달성군에 있는 스포츠 시설이다. 인조잔디 필드가 갖춰진 경기장이며, 2007년에 준공되었다.

## 참고 문헌
- “구지축구장”. 달성군시설관리공단.
- 《2023 전국 공공체육시설 현황 (2022년 12월말 기준)》. 대한민국 문화체육관광부. 2024.